# Mammad Hasan Hajinski
Mammad Hasan Jafargulu oglu Hajinski (Azerí: Məmməd Həsən Cəfərqulu oğlu Hacınski; 3 de marzo de 1875 – 9 de febrero de 1931) fue un arquitecto y estadista azerbaiyano. También sirvió como ministro de Asuntos Exteriores de la República Democrática de Azerbaiyán (ADR) y como último primer ministro de la ADR.

## Primeros años
Hajinski nació el 3 de marzo de 1875 en Bakú. Se graduó en el Baku Realny School y más tarde en la Escuela Técnica de San Petersburgo en 1902, obteniendo el título de ingeniero.
Antes de regresar de nuevo a Azerbaiyán trabajó en la construcción de una refinería de petróleo rusa que estaba siendo construida por el empresario azerbaiyano Shamsi Asadullayev. A su vuelta a Azerbaiyán fue nombrado director del departamento de construcción de Bakú. Durante el tiempo que permaneció en esta posición, hizo importantes contribuciones a la mejora de la arquitectura de Bakú. Bajo su mandato, se impulsó la construcción del bulevar de la ribera de Bakú en 1910, pues debido a su insistencia el Parlamento municipal aprobó una partida de 60.000 rublos destinados a las mejoras. Uno de los diseñadores más notables con los que contaba Hajinski era Adolph Eykler, el arquitecto alemán que diseñó la iglesia luterana alemana de Bakú. El proyecto concluyó de forma exitosa en 1911.
En 1913 estuvo a cargo el ayuntamiento por un corto período de tiempo.

## Carrera política

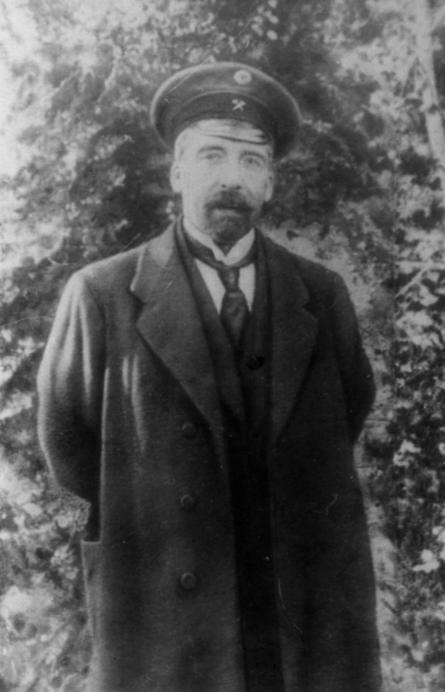
Mammad Hasan Hajinski

Habiéndose unido en secreto al partido de Müsavat en 1911, Hajinski comenzó su actividad política tras la Revolución Rusa de Febrero de 1917. También participó activamente en el periódico Hummet, tomando parte incluso de su fundación.
El 22 de marzo de 1917 se estableció El Comité Ejecutivo Interino del Consejo Musulmán y Hajinski fue nombrado presidente. Participó en la cumbre de los musulmanes caucásicos en Bakú y posteriormente en la cumbre de los musulmanes rusos en Moscú en mayo del mismo año. Más tarde fue elegido representante del Parlamento Ruso de Azerbaiyán.
El 15 de noviembre de 1917 fue elegido Presidente del Economato de Industria y Comercio (Mammad Yusif Jafarov) del Comisariado Transcaucásico y desde el 22 de abril de 1918 pasó a servir como ministro de Industria y Comercio de la República Democrática Federal de Transcaucasia.

### República Democrática de Azerbaiyán
El 28 de mayo de 1918, tras proclamarse la República Democrática de Azerbaiyán (ADR) Hajinski fue nombrado Ministro de Asuntos Exteriores dentro del nuevo Gabinete de Ministros de la República de Azerbaiyán establecido por el primer ministro Fatali Khan Khoyski, ocupando el cargo hasta el 6 de octubre de 1918.
Cuando pasó a formarse el segundo mandato de la ADR, fue nombrado Ministro de Interior Azerbaiyán, en cuyo puesto trabajó hasta el 15 de febrero de 1920.
Como ministro de Asuntos Exteriores, el 4 de junio de 1918 Hajinski junto con Mammad Amin Rasulzadeh firmó un contrato con el gobierno turco encaminado a proveer apoyo militar a Azerbaiyán.
El 1 de abril de 1920 Hajinski quedó a cargo de fundar el nuevo Gabinete de Ministros de la República de Azerbaiyán ADR. Dirigido a establecer un gobierno de coalición, desarrolló negociaciones con todas las facciones en el Parlamento de Azerbaiyán, incluyendo los bolcheviques. Hajinski pretendía, invitando a los bolcheviques al nuevo gobierno, ralentizar el avance de la Armada 11th que estaba por entonces cerca del puente Samur, en la frontera con Rusia, mientras que Las Fuerzas Armadas de Azerbaiyán tenían algunos destacamentos en Bakú, pues la mayoría de las unidades del ejército de Azerbaiyán estaban en la primera línea de las montañas de Nagorno Karabaj luchando contra el levantamiento de Dashnak.
El 22 de abril, los bolcheviques rechazaron el ofrecimiento de Hajinski y éste notificó al vocal de la Asamblea Nacional, Mammad Yusif Jafarov que el gobierno no estaba en condiciones de formarse. Al mismo tiempo, Hajinski dejó las filas del partido de Müsavat para oficialmente unirse al Partido Comunista.
Con la invasión del Ejército Rojo el 28 de abril de 1920, la República Democrática de Azerbaiyán dejó de existir.

### El Azerbaiyán soviético
Durante la ocupación rusa, Hajinski trabajó en el Consejo de Agricultura de Azerbaiyán. Desde 1923 en adelante, sirvió como vicepresidente del Comité de Planificación del Estado Transcaucásico.
Más tarde fue arrestado por orden de Lavrentiy Beria, quien pasaría a ser más tarde primer secretario de la región transcaucásica. Tras sufrir torturas, Hajinski muere el 9 de febrero de 1931 en una prisión de Tiflis.

## Trabajos
En 1912 Hajinski escribió un libro sobre las mejoras arquitectónicas de Bakú, que fue publicado por el ayuntamiento de Bakú.